# Cañamares
Cañamares ist ein Ort und eine zentralspanische Gemeinde (municipio) mit 454 Einwohnern (Stand: 2024) im Norden der Provinz Cuenca in der Autonomen Region Kastilien-La Mancha. 

## Lage und Klima
Cañamares liegt auf der Westseite des Iberischen Gebirges in einer Höhe von ca. 910 m. Die Provinzhauptstadt Cuenca befindet sich gut 58 Kilometer (Fahrtstrecke) südsüdöstlich. Das Klima im Winter ist gemäßigt, im Sommer dagegen warm bis heiß. Regen (615 mm/Jahr) fällt das ganze Jahr über.

## Bevölkerungsentwicklung
| Jahr      | 1970 | 1981 | 1991 | 2001 | 2011 | 2021 |
| Einwohner | 690  | 541  | 567  | 516  | 494  | 468  |

## Sehenswürdigkeiten

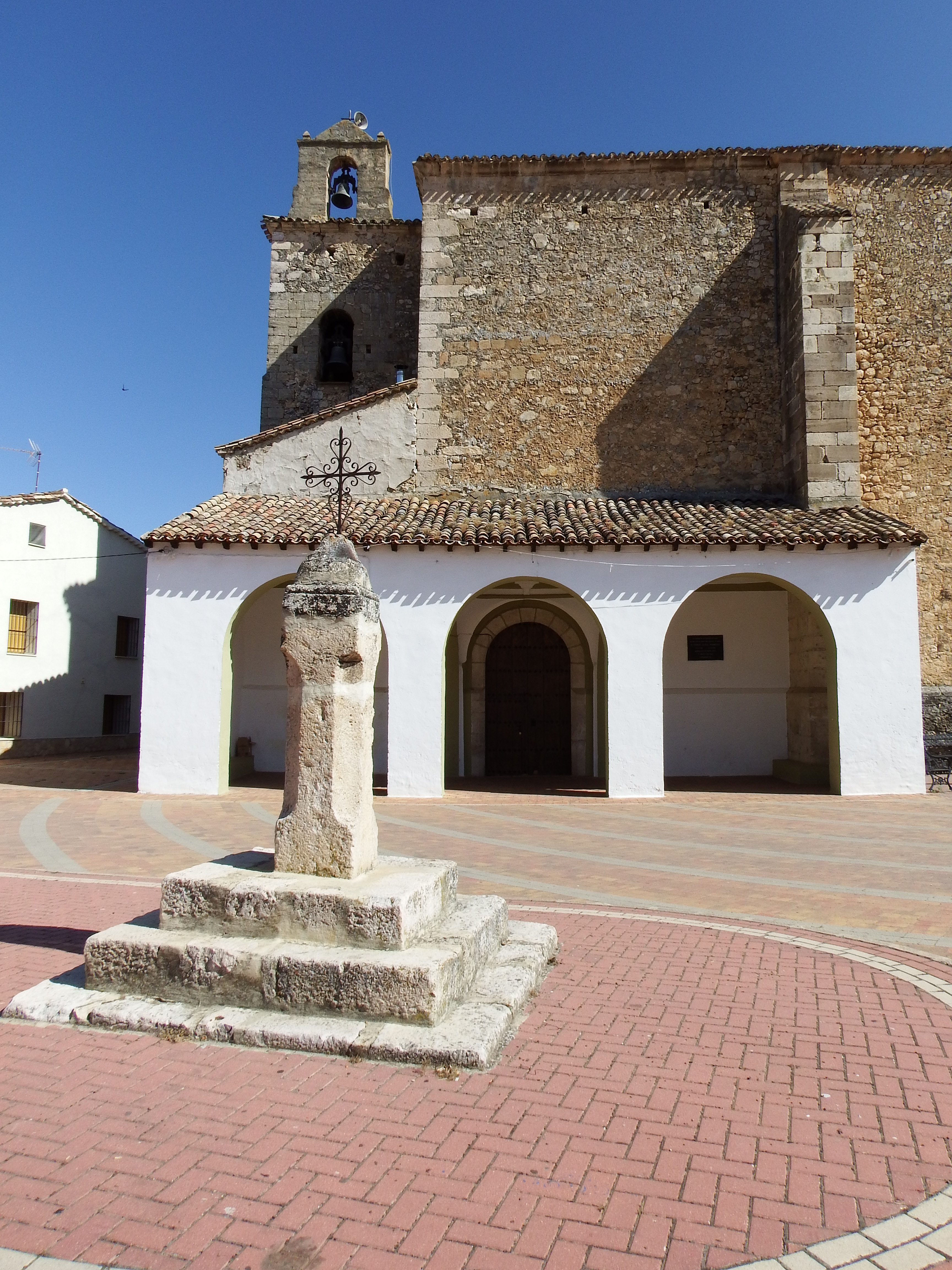
Milanuskirche
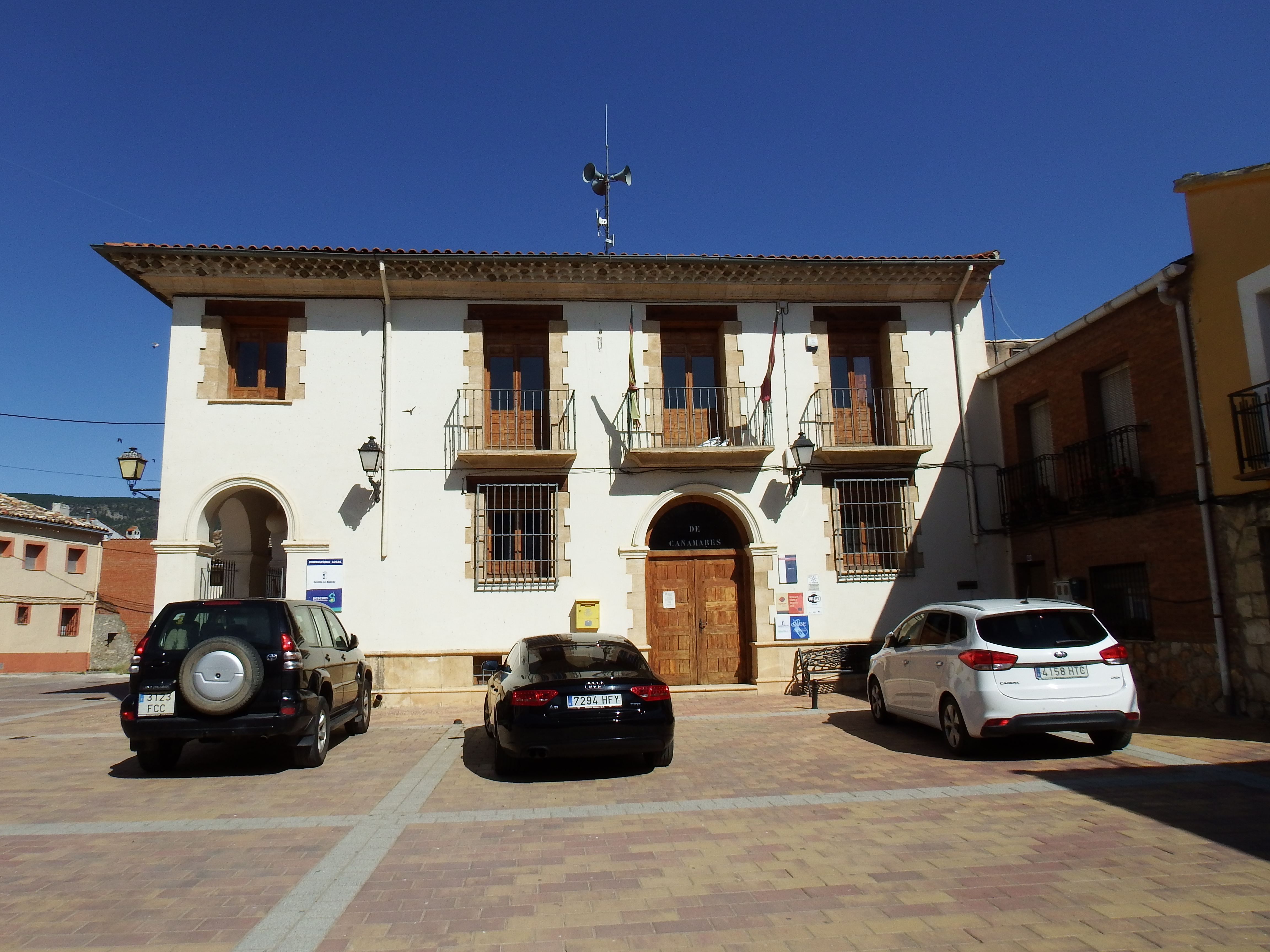
Kapelle Mariä Gnade

- Milanuskirche
- Rathaus